# Antoine Bonifaci
Antoine Bonifaci (Bezons, 4 settembre 1931 – Villafranca, 29 dicembre 2021) è stato un calciatore francese, di ruolo centrocampista.

## Carriera
Dopo essere salito alla ribalta in patria con la maglia del Nizza, con cui conquistò i maggiori allori della carriera, arrivò in Italia nel 1953 grazie all'Inter; passato al Bologna nel 1955, rimase in Emilia per due stagioni, prima di trasferirsi al Torino. Alla seconda stagione in granata la squadra fu retrocessa in Serie B; Bonifaci rimase in Piemonte anche tra i cadetti e lasciò la squadra nel 1960, a promozione raggiunta.
Dopo una stagione al L.R. Vicenza senza molta fortuna, nel 1961 tornò in Francia, dove chiuse la carriera allo Stade Français di Parigi.
Ha complessivamente disputato 157 incontri in Serie A, realizzando 3 reti; fino agli anni 90 rimase il calciatore francese più presente nel campionato italiano.
Con la Nazionale francese giocò tra il 1951 e il 1953 totalizzando 12 presenze e 2 gol.

## Statistiche

### Cronologia presenze e reti in nazionale
| Cronologia completa delle presenze e delle reti in nazionale ― Francia | Cronologia completa delle presenze e delle reti in nazionale ― Francia | Cronologia completa delle presenze e delle reti in nazionale ― Francia | Cronologia completa delle presenze e delle reti in nazionale ― Francia | Cronologia completa delle presenze e delle reti in nazionale ― Francia | Cronologia completa delle presenze e delle reti in nazionale ― Francia | Cronologia completa delle presenze e delle reti in nazionale ― Francia | Cronologia completa delle presenze e delle reti in nazionale ― Francia |
| Data                                                                   | Città                                                                  | In casa                                                                | Risultato                                                              | Ospiti                                                                 | Competizione                                                           | Reti                                                                   | Note                                                                   |
| ---------------------------------------------------------------------- | ---------------------------------------------------------------------- | ---------------------------------------------------------------------- | ---------------------------------------------------------------------- | ---------------------------------------------------------------------- | ---------------------------------------------------------------------- | ---------------------------------------------------------------------- | ---------------------------------------------------------------------- |
| 12-5-1951                                                              | Belfast                                                                | Irlanda del Nord                                                       | 2 – 2                                                                  | Francia                                                                | Amichevole                                                             | 1                                                                      |                                                                        |
| 16-5-1951                                                              | Glasgow                                                                | Scozia                                                                 | 1 – 0                                                                  | Francia                                                                | Amichevole                                                             | -                                                                      |                                                                        |
| 3-6-1951                                                               | Genova                                                                 | Italia                                                                 | 4 – 1                                                                  | Francia                                                                | Amichevole                                                             | -                                                                      |                                                                        |
| 3-10-1951                                                              | Londra                                                                 | Inghilterra                                                            | 2 – 2                                                                  | Francia                                                                | Amichevole                                                             | -                                                                      |                                                                        |
| 14-10-1951                                                             | Ginevra                                                                | Svizzera                                                               | 1 – 2                                                                  | Francia                                                                | Amichevole                                                             | -                                                                      |                                                                        |
| 1-11-1951                                                              | Colombes                                                               | Francia                                                                | 2 – 2                                                                  | Austria                                                                | Amichevole                                                             | -                                                                      |                                                                        |
| 26-3-1952                                                              | Parigi                                                                 | Francia                                                                | 0 – 1                                                                  | Svezia                                                                 | Amichevole                                                             | -                                                                      |                                                                        |
| 20-4-1952                                                              | Colombes                                                               | Francia                                                                | 3 – 0                                                                  | Portogallo                                                             | Amichevole                                                             | -                                                                      |                                                                        |
| 5-10-1952                                                              | Colombes                                                               | Francia                                                                | 3 – 1                                                                  | Germania Ovest                                                         | Amichevole                                                             | -                                                                      |                                                                        |
| 19-10-1952                                                             | Vienna                                                                 | Austria                                                                | 1 – 2                                                                  | Francia                                                                | Amichevole                                                             | -                                                                      |                                                                        |
| 11-11-1952                                                             | Colombes                                                               | Francia                                                                | 3 – 1                                                                  | Irlanda del Nord                                                       | Amichevole                                                             | -                                                                      | 31’                                                                    |
| 14-5-1953                                                              | Colombes                                                               | Francia                                                                | 6 – 1                                                                  | Galles                                                                 | Amichevole                                                             | 1                                                                      |                                                                        |
| Totale                                                                 |                                                                        | Presenze                                                               | 12                                                                     |                                                                        | Reti                                                                   | 2                                                                      |                                                                        |

## Palmarès

### Club
- Campionato francese: 2

Nizza: 1950-1951, 1951-1952
- Coppa di Francia: 1

Nizza: 1951-1952
- Campionato italiano di Serie B: 1

Torino: 1959-1960